# Хуейська мова
Хуейська мова (кит. 徽州话), або діалект хуей (кит. 徽语), — це група близькоспоріднених китайських мов, якими розмовляють на невеликій території в історичному регіоні Хуейчжоу (на честь якого вони і названі) і навколо нього, близько десяти гірських округів на півдні Анхуей, плюс ще кілька в сусідніх Чжецзян і Цзянсі.
Хоча територія Хуей невелика порівняно з іншими групами китайських діалектів, вона демонструє дуже високий ступінь внутрішньої варіативності. Майже кожен округ має свій власний чіткий діалект, незрозумілий для носіїв з інших округів. З цієї причини двомовність і багатомовність поширені серед носіїв хуейського діалекту. За оцінками, існує близько 4,6 мільйонів носіїв мови Хуейчжоу. 

## Класифікація
Хуейська мова спочатку була класифікована як Янцзи-хуайхеський говір або говір Цзян-Хуай, але зараз вона класифікується окремо від нього. Китайська академія суспільних наук підтримала відокремлення Хуейчжоу від Янцзи-хуайхеський говору в 1987 році. 
Її класифікація є суперечливою, деякі лінгвісти, такі як Матісофф, класифікують її як уську мову, інші, такі як Бредлі (2007), як мову гань, а треті виокремлюють її як основну гілку китайської мови.

## Історія
Під час династій Мін і Цін носії цзянхуай перемістилися в райони діалекту хуей.
Деякі літературні твори, написані в Янчжоу, наприклад, роман "Цінфенчжа", містять цзяньхуайську китайську мову. Люди в Янчжоу ідентифікували себе за діалектом, яким вони розмовляють, місцеві жителі розмовляли цим діалектом, на відміну від приїжджих, які розмовляли іншими різновидами, такими як хуейчжоу або уською мовою. Це призвело до формування ідентичності на основі діалекту. Велика кількість купців з Хуейчжоу жила в Янчжоу і фактично була відповідальна за утримання міста на плаву. У пізній імперський період купці також спонсорували опери та вистави на діалекті хуей.

## Мови та діалекти
Чженчжан Шанфан поділив мови хуей на п'ять підгруп, які також використовуються в Мовному атласі Китаю:
Цзі-Ше
Поширена в повітах Цзісі, Шесєн, Хуейчжоу, Цзінде (район Хунчуань на заході) і Нінго (район Хунмень на півдні) провінції Анхуей, а також в Чуньань (Таньцюнь на заході та ін.) провінції Чжецзян. Несе в собі помітний вплив уського діалекту. Цзісіхуа – основний різновид Цзі-Ше.
Сюй-і
Поширена у провінціях Тунсі, Тайпін (Гуоцунь на південному заході), Сюнін, округ І, і Цімень (навколо Фуфен на південному сході), а також Уюань, провінція Цзянсі. Тунсіхуа - основний різновид Сіу-І.
Ці-Де
Поширена в Цімень і Дунчжи (частково), провінція Анхуей, а також Фулян, Десін і Уюань, провінція Цзянсі. Зазнала значного впливу з боку сусідніх ганських мов.
Янчжоу
Поширена у Чуньані та Цзянде (колишня префектура Яньчжоу), провінція Чжецзян. Перебуває під сильним впливом путунхуа.
Цзін-джан
Поширена у Цзінде, Цімені (в Аньліні, Ченгані та Чілінгу та навколо них), Шитаї (район Чжанда), повіті І (Мейсі, Кекун та інші північні міста) та Нінго, провінція Аньхой. Утворює тонкий коридор уздовж північного краю групи Хуей, несучи в собі вплив Сюаньчжоу Ву.
Різновиди хуейчжоу відрізняються від містечка до містечка. Люди в різних містечках, містечках і т.д. (навіть в одному повіті) часто не можуть говорити один з одним.

## Особливості
З фонологічної точки зору, хуейська мова відзначається масовою втратою кодів складів, зокрема -i, -u та носових:
| Ієрогліф | Значення  | Мова Хуей (Тунсі) | Мова У (Шанхай) | Мова Хуай (Цзянхуай) (Хефей) | Мандаринська мова (Пекін) |
| 燒       | спалювати | /ɕiɔ/             | /sɔ/            | /ʂɔ/                         | /ʂɑu/                     |
| 柴       | дрова     | /sa/              | /za/            | /tʂʰɛ/                       | /tʂʰai/                   |
| 綫       | лінія     | /siːɛ/            | /ɕi/            | /ɕĩ/                         | /ɕiɛn/                    |
| 張       | лист      | /tɕiau/           | /tsɑ̃/           | /tʂɑ̃/                        | /tʂɑŋ/                    |
| 網       | павутина  | /mau/             | /mɑ̃/            | /wɑ̃/                         | /wɑŋ/                     |
| 檻       | поріг     | /kʰɔ/             | /kʰɛ/           | /kʰã/                        | /kʰan/                    |

Багато діалектів Хуей мають дифтонги з більш подовженою першою частиною. Наприклад, 話 ("мова") - /uːɜ/ в окрузі Сюнін (стандартна китайська /xuɑ/), 園 ("двір") - /yːɛ/ в окрузі Сюнін (стандартна китайська /yɛn/); 結 ("вузол") - /tɕiːaʔ/ в окрузі І (стандартна китайська /tɕiɛ/), 約 ("угода") - /iːuʔ/ в окрузі І (стандартна китайська /yɛ/). У деяких районах це доходить до крайнощів. Наприклад, у повіті Лікхоу округу Цімень /fũːmɛ̃/ для 飯 ("рис") (стандартне китайське /fan/), причому /m/ з'являється безпосередньо в результаті подовженого, назалізованого /ũː/.
Оскільки носові коди здебільшого втрачені, Хуей повторно використовує закінчення 儿 /-r/ як зменшувальне. Наприклад, у діалекті Тунсі 索 "мотузка" виглядає як /soːn/ від /soʔ/ + /-r/.